# جمال جاك
جمال جاك (بالإنجليزية: Jamal Jack)‏ (17 ديسمبر 1987 - ) هو لاعب كرة قدم ترينيداد وتوباغو في مركز الدفاع. لعب مع Alpha United FC ‏.

## وصلات خارجية
- جمال جاك على موقع قاعدة بيانات كرة القدم.إي يو (الإنجليزية)
- جمال جاك على موقع ناشيونال فوتبول تيمز (الإنجليزية)
- جمال جاك على موقع Soccerway.com (الإنجليزية)